# Шестаево
Шеста́ево (баш. Шестаев) — село в Давлекановском районе Республики Башкортостан Российской Федерации. Административный центр Шестаевского сельсовета.

## География

### Географическое положение
Расстояние до:
- районного центра (Давлеканово): 30 км,
- ближайшей ж/д станции (Давлеканово): 30 км.

## Население
| 2002 | 2009 | 2010 |
| ---- | ---- | ---- |
| 167  | ↘166 | ↘154 |

## Религия
В селе есть православный Свято-Никольский храм.